# Anthodioctes shilcayensis
Anthodioctes shilcayensis là một loài Hymenoptera trong họ Megachilidae. Loài này được Urban mô tả khoa học năm 2004.